# Persone di nome Ignacio/Calciatori
| Questa pagina contiene informazioni ricavate automaticamente dalle voci biografiche con l'ausilio del template Bio e di un bot. L'aggiornamento è periodico e automatico e ricostruisce completamente la pagina. Se manca una persona in questa lista, sei pregato di non aggiungerla, ma accertati piuttosto che la sua voce biografica contenga il template Bio e che i dati anagrafici siano correttamente compilati. Se il template Bio manca, inseriscilo tu stesso o, in alternativa, metti l'avviso {{tmp\|Bio}} che ne segnala la mancanza. Se i dati riportati sono sbagliati, correggi direttamente la voce biografica; le modifiche saranno visibili in questa lista entro pochi giorni. Per chiarimenti vedi il progetto antroponimi. La lista contiene solo le 86 persone che sono citate nell'enciclopedia e per le quali è stato implementato correttamente il template Bio. Pagina aggiornata al 6 ago 2025. |

Questa è una lista di persone presenti nell'enciclopedia che hanno il nome Ignacio e sono calciatori.

## A(9)
- Ignacio Achucarro, calciatore paraguaiano (Asunción, n. 1936 - † 2021)
- Ignacio Agirrezabala, calciatore e imprenditore spagnolo (Bilbao, n. 1909 - Bilbao, † 1980)
- Cholín, calciatore spagnolo (Tolosa, n. 1906 - Granada, † 1967)
- Ignacio Aliseda, calciatore argentino (Buenos Aires, n. 2000)
- Ignacio Alustiza, calciatore spagnolo (Barakaldo, n. 1931 - Barakaldo, † 2006)
- Nacho Antonetti, calciatore portoricano (n. 2008)
- Ignacio Anzola, calciatore venezuelano (Barquisimeto, n. 1999)
- Ignacio Arce, calciatore argentino (Paraná, n. 1992)
- Ignacio Azkarate, calciatore spagnolo (Bilbao, n. 1929)

## B(3)
- Ignacio Bailone, calciatore argentino (Rosario, n. 1994)
- Ignacio Boggino, calciatore argentino (Rosario, n. 1986)
- Ramiro Brazionis, calciatore uruguaiano (Artigas, n. 2001)

## C(11)
- Ignacio Cacheiro, calciatore argentino (Junín, n. 1993)
- Ignacio Calderón, ex calciatore messicano (Guadalajara, n. 1943)
- Ignacio Calle, calciatore colombiano (Medellín, n. 1930 - † 1982)
- Ignacio Camacho, ex calciatore spagnolo (Saragozza, n. 1990)
- Ignacio Canuto, ex calciatore argentino (Santa Fe, n. 1986)
- Ignacio Caroca, calciatore cileno (Curicó, n. 1993)
- Nacho Cases, ex calciatore spagnolo (Gijón, n. 1987)
- Ignacio Cechi, calciatore argentino (Guernica, n. 2001)
- Ignacio Chicco, calciatore argentino (Brinkmann, n. 1996)
- Ignacio Colombini, calciatore argentino (Salto, n. 1992)
- Ignacio Conte, ex calciatore spagnolo (Saragozza, n. 1969)

## D(2)
- Ignacio Don, ex calciatore paraguaiano (Selva, n. 1982)
- Ignacio de Arruabarrena, calciatore uruguaiano (Montevideo, n. 1999)

## F(5)
- Ezequiel Fernández, calciatore argentino (Buenos Aires, n. 2002)
- Ignacio Fernández, calciatore argentino (Castelli, n. 1990)
- Nacho Ferri, calciatore spagnolo (Montaverner, n. 2004)
- Ignacio Fideleff, ex calciatore argentino (Rosario, n. 1989)
- Ignacio Flores, calciatore messicano (Città del Messico, n. 1953 - Cuernavaca, † 2011)

## G(8)
- Ignacio Galván, calciatore argentino (Buenos Aires, n. 2002)
- Ignacio Garate, calciatore spagnolo (Durango, n. 1929 - Durango, † 2007)
- Ignacio García, calciatore boliviano (Santa Cruz de la Sierra, n. 1986)
- Ignacio Gariglio, calciatore argentino (Santa Rosa, n. 1998)
- Nacho Gil, calciatore spagnolo (Valencia, n. 1995)
- Ignacio González, ex calciatore uruguaiano (Montevideo, n. 1982)
- Ignacio Carlos González, ex calciatore e allenatore di calcio argentino (Sarandí, n. 1971)
- Ignacio Guerrico, calciatore argentino (La Plata, n. 1998)

## H(3)
- Ignacio José Herrera, calciatore cileno (Santiago del Cile, n. 1987)
- Ignacio Hierro, ex calciatore messicano (Città del Messico, n. 1978)
- Ignacio Huguenet, calciatore argentino (Rosario, n. 1998)

## I(2)
- Ignacio Ibáñez, ex calciatore spagnolo (Pamplona, n. 1964)
- Natxo Insa, calciatore spagnolo (Cocentaina, n. 1986)

## J(2)
- Ignacio Jara, calciatore cileno (n. 1997)
- Ignacio Jeraldino, calciatore cileno (Llay-Llay, n. 1995)

## K(1)
- Ignacio Kortabarría, ex calciatore spagnolo (Mondragón, n. 1950)

## L(3)
- Ignacio Laquintana, calciatore uruguaiano (Paysandú, n. 1999)
- Ignacio Lemmo, calciatore uruguaiano (Montevideo, n. 1990)
- Ignacio Lores Varela, calciatore uruguaiano (Montevideo, n. 1991)

## M(6)
- Ignacio Maestro Puch, calciatore argentino (San Miguel de Tucumán, n. 2003)
- Ignacio Maganto, calciatore spagnolo (Madrid, n. 1992)
- Nacho Martín, calciatore spagnolo (Noreña, n. 2002)
- Nacho Méndez, calciatore spagnolo (Luanco, n. 1998)
- Nacho Monreal, ex calciatore spagnolo (Pamplona, n. 1986)
- Nacho Monsalve, calciatore spagnolo (Madrid, n. 1994)

## N(3)
- Ignacio Neira, calciatore uruguaiano (Ciudad de la Costa, n. 1998)
- Ignacio Nicolini, calciatore uruguaiano (Montevideo, n. 1988)
- Nacho Novo, ex calciatore spagnolo (Ferrol, n. 1979)

## P(8)
- Ignacio Pérez Santamaría, ex calciatore spagnolo (Malaga, n. 1980)
- Ignacio Pereira, calciatore uruguaiano (Montevideo, n. 1998)
- Ignacio Perruzzi, calciatore argentino (Mendoza, n. 2005)
- Iñaki Peña, calciatore spagnolo (Alicante, n. 1999)
- Ignacio Piatti, ex calciatore argentino (General Baldissera, n. 1985)
- Ignacio Pintos, calciatore uruguaiano (Paysandú, n. 2004)
- Ignacio Pussetto, calciatore argentino (Cañada Rosquín, n. 1995)
- Ignacio Pérez, calciatore colombiano (Medellín, n. 1934 - † 2009)

## R(5)
- Ignacio Rodríguez Ortiz, ex calciatore spagnolo (Laredo, n. 1982)
- Ignacio Rodríguez Bahena, calciatore e allenatore di calcio messicano (Zacatepec de Hidalgo, n. 1956 - Zacatepec de Hidalgo, † 2025)
- Ignacio Rodríguez Elduayen, calciatore uruguaiano (Montevideo, n. 2003)
- Ignacio Rodríguez, calciatore argentino (Lomas de Zamora, n. 2002)
- Ignacio Russo, calciatore argentino (Rosario, n. 2000)

## S(7)
- Ignacio Saavedra, calciatore cileno (Santiago, n. 1999)
- Ignacio Salcedo, ex calciatore spagnolo (Madrid, n. 1947)
- Ignacio Schor, calciatore argentino (Buenos Aires, n. 2000)
- Ignacio Scocco, ex calciatore argentino (Santa Fe, n. 1985)
- Ignacio Sosa, calciatore uruguaiano (Montevideo, n. 2003)
- Ignacio Suárez, calciatore uruguaiano (Paysandú, n. 2002)
- Nacho Sánchez, calciatore spagnolo (Las Palmas de Gran Canaria, n. 1993)

## T(1)
- Ignacio Trelles, calciatore e allenatore di calcio messicano (Guadalajara, n. 1916 - Città del Messico, † 2020)

## U(1)
- Ignacio Uribe, ex calciatore spagnolo (Bilbao, n. 1933)

## V(4)
- Ignacio Velázquez, calciatore uruguaiano (Montevideo, n. 2002)
- Ignacio Vidal Miralles, calciatore spagnolo (El Campello, n. 1995)
- Ignacio Vázquez, ex calciatore messicano (San Ignacio Cerro Gordo, n. 1971)
- Ignacio Vázquez, calciatore argentino (Hurlingham, n. 1997)

## Y(1)
- Ignacio Yepez, calciatore colombiano (Barranquilla, n. 1998)

## Z(1)
- Ignacio Zoco, calciatore spagnolo (Garde, n. 1939 - Madrid, † 2015)